# 硫化鉄鉱
硫化鉄鉱（りゅうかてっこう、iron sulphide）は、鉄の硫化鉱物である黄鉄鉱（FeS2）、白鉄鉱（FeS2）、磁硫鉄鉱（Fe1-xS）など、硫酸や鉄の原料となる鉱石の総称。

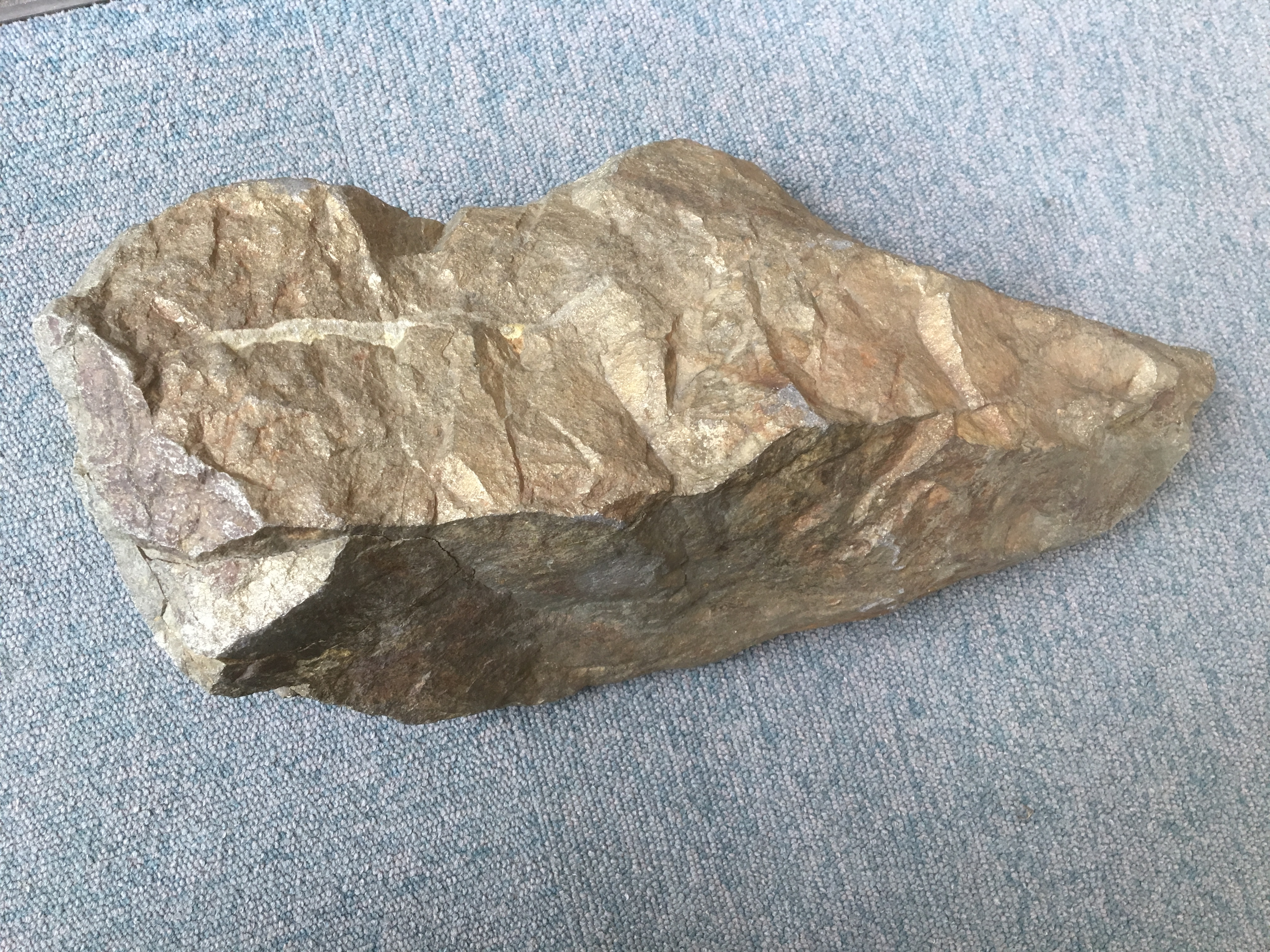
柵原鉱山の硫化鉄鉱

## 日本
日本における硫化鉄鉱の鉱体は、火山砕屑岩層アルプス地向斜発展期での初期段階のものとされる中新世のスピライトーケラトフフイア岩系の岩石帯に集中している。十勝岳や九重山などの活火山ではこのような方法で硫黄採掘に従事する鉱山が点在していた。
硫化鉄鉱から得られた硫黄は、自然硫黄や黄鉄鉱FeS2が硫酸や硫酸アンモニウムの原料であった。戦国時代には鉄砲用の火薬の原料として、明治時代にはマッチの材料として、使用された。1950年代の朝鮮戦争時には、硫黄の市場価格が吊り上がり「黄色いダイヤ」と呼ばれ、当時鉱工業の花形にまで成長した。

しかし朝鮮戦争後は、石油の精製工程で不可欠な脱硫処理によって硫黄が副次的に生産されるようになって、硫黄の購入コストが下がり、また、硫酸も石炭や銅、鉛、亜鉛の製錬による排ガスから製造されるようになったため、日本では、自然硫黄や硫黄や黄鉄鉱精製目的での硫化鉄鉱は全く使用されなくなった。
このため1972年にはすべての硫黄鉱山や硫化鉄の鉱山の大半は廃山となった。
岡山県美咲町（旧柵原町）の柵原鉱山は硫化鉄鉱の鉱床で、かつては東洋一の規模を誇ったが、需要減により1991年閉山。